# زمین‌لرزه ۲۰۰۷ جزایر کوریل
زمین‌لرزه جزایر کوریل  در تاریخ ۱۳ ژانویه ۲۰۰۷ میلادی، برابر با ‎۲۳ دی ۱۳۸۵، ساعت ۴:۲۳:۲۱ به زمان یوتی‌سی در روسیه ، منطقه جزایر کوریل رخ داد. ژرفای این زلزله ۱۰ کیلومتر بود، و بزرگی آن ۸٫۱ در مقیاس Mw اعلام شده‌است. زمین‌لرزه به وقت محلی در روز شنبه، ساعت ۱۴ روی داده و منطقه زمانی آن یوتی‌سی +۱۰ بوده‌است (با لحاظ تغییر ساعت تابستانی).
سازمان زمین‌شناسی آمریکا نیز رومرکز این زمین‌لرزه را در مختصات ۴۶°۱۴′۳۵″شمالی ۱۵۴°۳۱′۲۶″شرقی / ۴۶٫۲۴۳°شمالی ۱۵۴٫۵۲۴°شرقی و ژرفای آنرا در ۱۰ کیلومتر گزارش کرده‌است. بزرگی برگزیدهٔ این سازمان از میان بزرگیهای محاسبه‌شدهٔ مختلف ۸٫۱ در مقیاس Mw بوده و از دید اثر، در میان چهار دسته‌بندی «نامحسوس»، «محسوس»، «زیان‌آور» یا «با تلفات»، زلزله را «محسوس» اعلام کرده‌است.
پروژهٔ «تنسور گشتاور مرکزوار» زاویه‌های (راستا، شیب، ریک) گسل سازندهٔ زمین‌لرزه و صفحه عمود بر آنرا (°۲۶۶، °۳۹، °۵۴-) یا (°۴۳، °۵۹، °۱۱۵-) و نوع گسل را «عادی» فرارسانده‌است.